# Internetzensur im Iran
In den ersten Jahren des 21. Jahrhunderts stieg die Internetnutzung in der seit 1979 bestehenden Islamischen Republik Iran stark an und erreichte mit etwa 7,5 Millionen Nutzern nach Israel den zweithöchsten Wert im Nahen Osten. In der ersten Zeit nach der Einführung des Internets waren die vom iranischen Staat betriebenen Provider vergleichsweise offen. Viele Nutzer sahen das Internet als eine Möglichkeit, die strengen Zensurgesetze in der Islamischen Republik zu umgehen. Erste Zensurmaßnahmen fanden nach der Wahl Mohammed Chatemis zum iranischen Präsidenten und der Einsetzung der Chordad-Bewegung statt. Unter dem 2005 gewählten konservativen Präsidenten Mahmud Ahmadineschad wurden die Kontrollen weiter verschärft. Viele Blogger, Onlineaktivisten, Dissidenten und Techniker wurden in Zusammenhang mit Aktivitäten im Internet zu Haftstrafen verurteilt, diskriminiert oder missbraucht. Im November 2006 wurde der Iran von Reporter ohne Grenzen als eines von 13 Ländern als „Feind des Internets“ bezeichnet.
Bei den Protesten nach der Präsidentschaftswahl 2009 organisierten Oppositionelle die Proteste vor allem mit Hilfe von Web 2.0, worauf das Internet im Iran zeitweise gesperrt und behindert wurde. Auch im Rahmen der Proteste im September 2022 wurde zeitweise das Internet durch eine entsprechende Anweisung der Regierung an die Internetdienstanbieter gesperrt.

## Gesperrte Websites
2006 wurden unter anderem folgende Websites gesperrt: New York Times, Amazon.com, IMDb, Amnesty International, Blogger, Facebook und YouTube, WordPress. Ebenfalls gefiltert werden reformpolitische Websites, Nachrichtenagenturen, Seiten mit Informationen zur Anonymisierung im Internet, pornographische und homosexuelle Websites sowie als unmoralisch oder aus sonstigen Gründen zu zensierende Websites. Der Iran blockiert nach China die meisten Websites. Die kurdische Version von Wikipedia wurde laut Reporter ohne Grenzen 2006 mehrere Monate lang gesperrt. Im Juli 2009 blockierte die Islamische Republik die meisten Domainnamen der Whistleblowerseite WikiLeaks. Im September 2012 blockierte der Iran den Zugang zum Google-Maildienst Gmail. Als der Gebrauch von YouTube in dem Iran eingeschränkt wurde, wurde im April 2011 als Alternativprojekt das Portal Aparat Iran durch die Firma Saba Idea Tech Company gegründet.

## Methoden

### Internet Service Provider
Jeder Internetdienstanbieter (ISP) muss vor seiner Inbetriebnahme von der Telecommunication Company of Iran (TCI) und dem Ministerium für Kultur und Islamischer Unterweisung bewilligt werden. Die Verwendung von Filtersoftware für Websites und E-Mails ist vorgeschrieben. Laut iranischen Pressemitteilungen hat die Regierung für die ISPs 2003 eine Liste mit 15.000 zu blockierenden Seiten erstellt. ISPs werden bei Nichteinhaltung der Filterbedingungen zu hohen Geldstrafen verurteilt. Bis 2006 wurden mindestens 12 ISPs wegen Nichterfüllung der Filtervorschriften geschlossen. Beim Vertragsabschluss mit einem ISP müssen Kunden garantieren, keine „antiislamischen“ Websites aufzurufen. 2008 wurden 5 Millionen Websites gefiltert, deren Inhalt von den Behörden zumeist als unmoralisch und antiislamisch bezeichnet wird. ISPs werden regelmäßig dazu angewiesen, Webseiten mit Inhalten zu Politik, Menschenrechten oder frauenspezifischen Themen sowie Weblogs mit dissidentischen, pornographischen oder antiislamischen Inhalten zu filtern. Von Sperrungen waren mehrmals auch Facebook oder YouTube sowie Nachrichtenagenturen betroffen.

### Kontrollsoftware
Zur Kontrolle des Internets wird von den iranischen Behörden hauptsächlich die von der US-amerikanischen Firma Secure Computing entwickelte Content-Control Software Secure Computing eingesetzt. Secure Computing gab an, die Software nicht an den Iran verkauft zu haben, die Behörden nutzten die Software illegal ohne Lizenz. Das Programm ist auf die Filterung lokaler persischsprachiger Webseiten und englischsprachiger Webseiten eingestellt.

### Deep Packet Inspection
2008 verkaufte Nokia Siemens Networks den iranischen Behörden ein System, das die Überwachung, Kontrolle, Aufzeichnung und Veränderung des landesweiten Inhaltsaufkommens im Internet mittels Deep Packet Inspection ermöglicht. Nokia Siemens Networks behauptete, dass das System nur die Funktionalität zur Überwachung illegaler Vorgänge besitze. In einer Entschließung vom 10. Februar 2010 kritisiert das Europäische Parlament Nokia/Siemens scharf für die Lieferung von für Zensur und Überwachung notwendige Technologien an die iranischen Behörden, die der Verfolgung und Verhaftung iranischer Dissidenten dienen.

### Verringerung der Übertragungsgeschwindigkeit
Im Oktober 2006 wiesen die iranischen Behörden alle Internet Service Provider an, die Übertragungsgeschwindigkeit für alle privaten Nutzer und Internetcafés auf 256 Kilobit pro Sekunde zu reduzieren. Hintergrund war möglicherweise das Interesse der Behörden, den Zugang zu westlichen Medien zu reduzieren. Das Bewusstsein der Behörden für Neue Medien wuchs, nachdem 2006 ein pornographisches Video, das angeblich eine bekannte iranische Fernsehdarstellerin zeigte, landesweites Aufsehen erregte. 2007 boten die meisten ISPs gegen eine einmalige Zahlung 2 Megabit pro Sekunde (Mbit/s) für 2,5 Millionen Rial, 4 Mbit/s für 5 Millionen Rial und 8 Mbit/s für 10 Millionen Rial an.

### Blockierung von VPN-Verbindungen
2013 wurde der Internetzugang über VPN-Netz blockiert. Davon ausgenommen wurden behördlich registrierte VPN-Zugänge. VPN-Verbindungen wurden im Iran zur Umgehung von Zensurmaßnahmen genutzt.

## Umgehungsmöglichkeiten
Das Umgehen der Sperren ist unter anderem durch Proxyserver und das Tor-Netzwerk möglich. Seit 2003 wird vom US-amerikanischen International Broadcasting Bureau, Voice of America und der Firma Anonymizer, Inc ein frei zugänglicher Proxyserver für Iraner bereitgestellt. Der Server ändert seine Adresse, sobald er von den iranischen Behörden gesperrt wird. Der Proxy Server filtert pornographische Webseiten. Unter den gesperrten Wörtern befindet sich unter anderem auch gay (dt.: „schwul“), wodurch der Zugriff auf Seiten mit homosexuellenrelevanten Themen nicht möglich ist. Zudem schaffen Organisationen wie die von Kanada aus betriebenen Iranian Queer Railroad Plattformen zum Austausch für Homosexuelle, die nach Sperrung durch eine neue Webseite ersetzt wird. Zum Schutze der Person führen Schwule zum Teil Zweittelefone mit unregistrierten Simkarten, die im Zweifel vernichtet und weggeworfen werden.

## Landesweites Intranet
Im April 2012 wurde bekannt, dass der Iran ein landesweites Intranet nach nordkoreanischem Vorbild aufbauen möchte. Das Kommunikationsministerium gab dem Projekt den Namen Halal Internet. Iranischen Medien zufolge sollte das Intranet bereits im März 2013 freigeschaltet werden. 2015 sollte die Abkoppelung vom globalen Internet erfolgen. Die Komplettierung des vom Iran selbst so genannten „Nationale Netzwerk der Informationen“ (englisch: National Information Network) ist für 2025 geplant.